# 조아킹 두스산투스

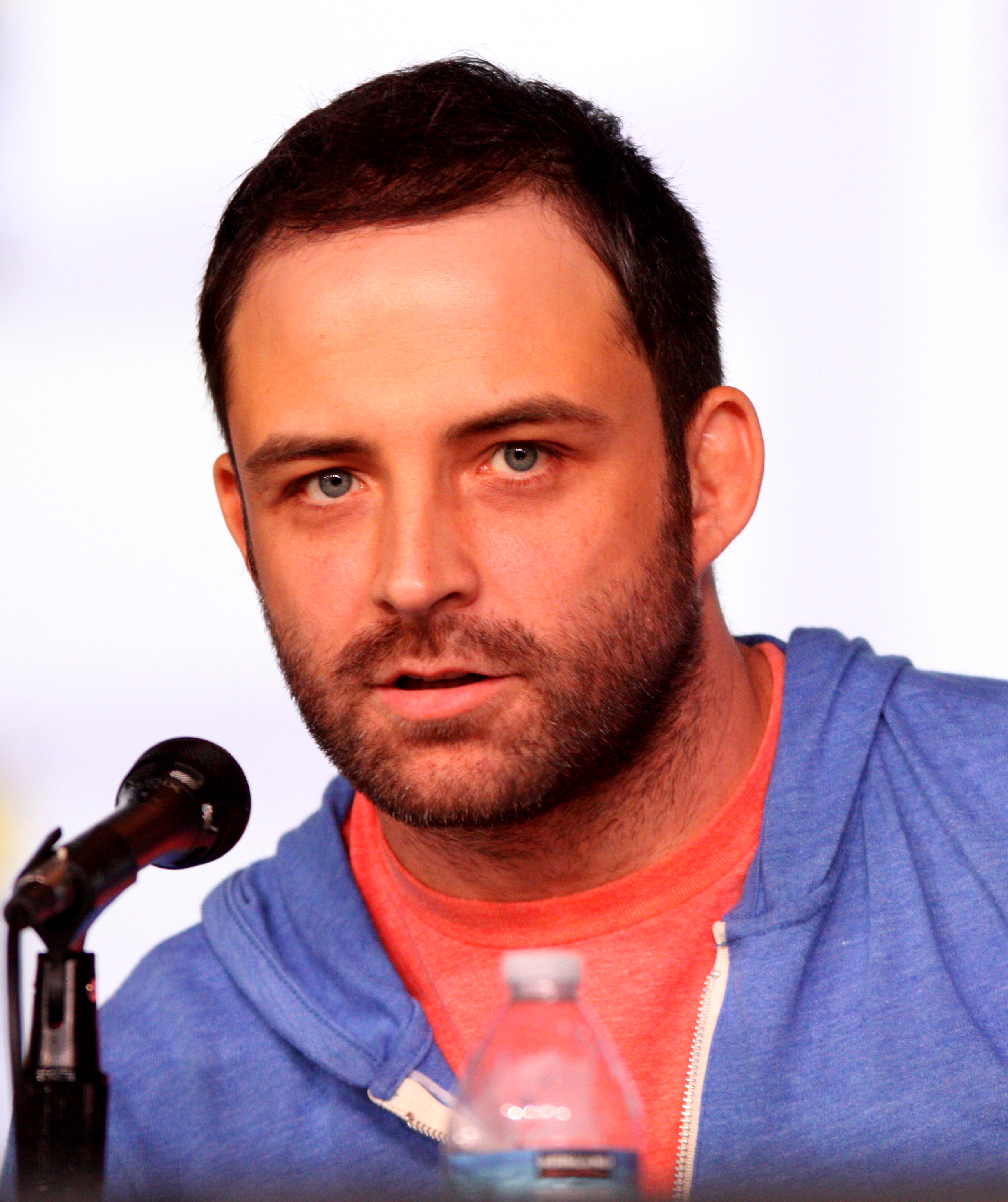
2012년 사진

조아킹 두스산투스(포르투갈어: Joaquim Dos Santos)는 포르투갈 출신의 미국 애니메이터이다. 《저스티스 리그 언리미티드》와 《아바타: 아앙의 전설》 그리고 《코라의 전설》을 감독한 것으로 유명하다. 그는 《저스티스 리그》의 스토리보드 아티스트를 맡았고, 《저스티스 리그 언리미티드》의 마지막 화 〈Destroyer〉를 포함한 에피소드 절반을 댄 리바와 함께 감독했다. 《아바타: 아앙의 전설》 시즌 2에서 스토리보드 아티스트로 합류했고, 시즌 3 전체와 시즌 4의 두 화를 감독했다.
그는 《지.아이. 조: 레졸루트》를 감독하기도 했다. 이후 자신이 〈DC 쇼케이스: 더 스텍터〉, 《저스티스 리그: 두 지구의 위기》를 감독했던, 워너 브라더스 애니메이션으로 돌아갔다. 2016년 애니메이션 시리즈 《볼트론: 전설 속의 수호자》에서 로런 몽고메리와 함께 제작책임자, 공동 쇼러너를 맡았다.